# Liste der deutschen Botschafter in Lesotho
Die Bundesrepublik Deutschland wird diplomatisch derzeit nur durch einen Honorarkonsul in Lesothos Hauptstadt Maseru vertreten. Eine eigene Botschaft ist nicht vor Ort. Für Lesotho ist die deutsche Botschaft in Pretoria, Südafrika, zuständig.

## Geschichte
Das Deutsche Reich betreute ebenso von der Gesandtschaft in Pretoria aus die damals britische Kolonie Basutoland.
Die Bundesrepublik Deutschland errichtete in Lesotho am 15. Februar 1968, rund anderthalb Jahre nach Erlangen der offiziellen Unabhängigkeit am 4. Oktober 1966, in Maseru eine Botschaft. Nach innenpolitischen Spannungen und der Ausrufung des Notstandes schloss die Bundesrepublik am 30. Juni 1971 ihre Botschaft. Sie wurde am 10. Oktober 1977 wiedereröffnet und Ende 1994 wieder geschlossen. Seither existiert nur noch ein deutsches Honorarkonsulat in Lesotho.
Die DDR nahm erst am 22. März 1976 offizielle diplomatische Beziehungen zu Lesotho auf. Es wurde in Maseru jedoch keine Botschaft eröffnet. Zunächst erhielt der jeweilige DDR-Botschafter in Lusaka, Sambia, eine Zweitakkreditierung für Lesotho. Ab 1986 war der DDR-Botschafter in Maputo, Mosambik, für Lesotho zuständig.

## Botschafter der Bundesrepublik Deutschland in Maseru
| Name                       | Amtszeit  |
| -------------------------- | --------- |
| Karl-Heinz Wever           | 1968–1971 |
| Joseph Regenhardt          | 1977–1980 |
| Gerd Schaar                | 1981–1983 |
| Hans-Henning Wolter        | 1983–1987 |
| Hans-Günter Gnodtke        | 1987–1989 |
| Mark-Ulrich von Schweinitz | 1989–1992 |
| Wolfgang Moser             | 1992–1994 |

## Zuständige Botschafter der DDR für Lesotho
| Name            | Amtszeit  | Anmerkungen                           |
| --------------- | --------- | ------------------------------------- |
| Gerhard Stein   | 1977–1979 | zweitakkreditiert aus Lusaka/Sambia   |
| Horst Köhler    | 1979–1984 | zweitakkreditiert aus Lusaka/Sambia   |
| Helmut Matthes  | 1986–1988 | zweitakkreditiert aus Maputo/Mosambik |
| Günther Fritsch | 1989–1990 | zweitakkreditiert aus Maputo/Mosambik |